# Les Montagnes hallucinogènes
Ne doit pas être confondu avec Les Montagnes hallucinées.
 (octobre 2013).
Les Montagnes hallucinogènes (titre original : At the Mountains of Murkiness) est  une nouvelle, pastiche lovecraftien de l'écrivain anglais Arthur C. Clarke publié en 1940 et traduit en français en 2008. Dans l'un de ses volumes de mémoires, Astounding Days (Gollancz, 1989), Clarke évoque au chapitre 19 la genèse de ce récit qui porte le n°12 dans sa bibliographie officielle, laquelle comporte plusieurs milliers d'entrées.

## Résumé
Au cœur du continent antarctique, les ruines d'antiques constructions intriguent les membres d'une expédition scientifique. À mesure qu'ils progressent dans ces vestiges d'un autre âge, ils comprennent qu'ils ne sont pas seuls. Ce récit humoristique parodie l'un des textes les plus célèbres de  l'écrivain américain H. P. Lovecraft, Les Montagnes hallucinées.